# Walperswil
Walperswil (toponimo tedesco) è un comune svizzero di 1 008 abitanti del Canton Berna, nella regione del Seeland (circondario del Seeland).

## Monumenti e luoghi d'interesse

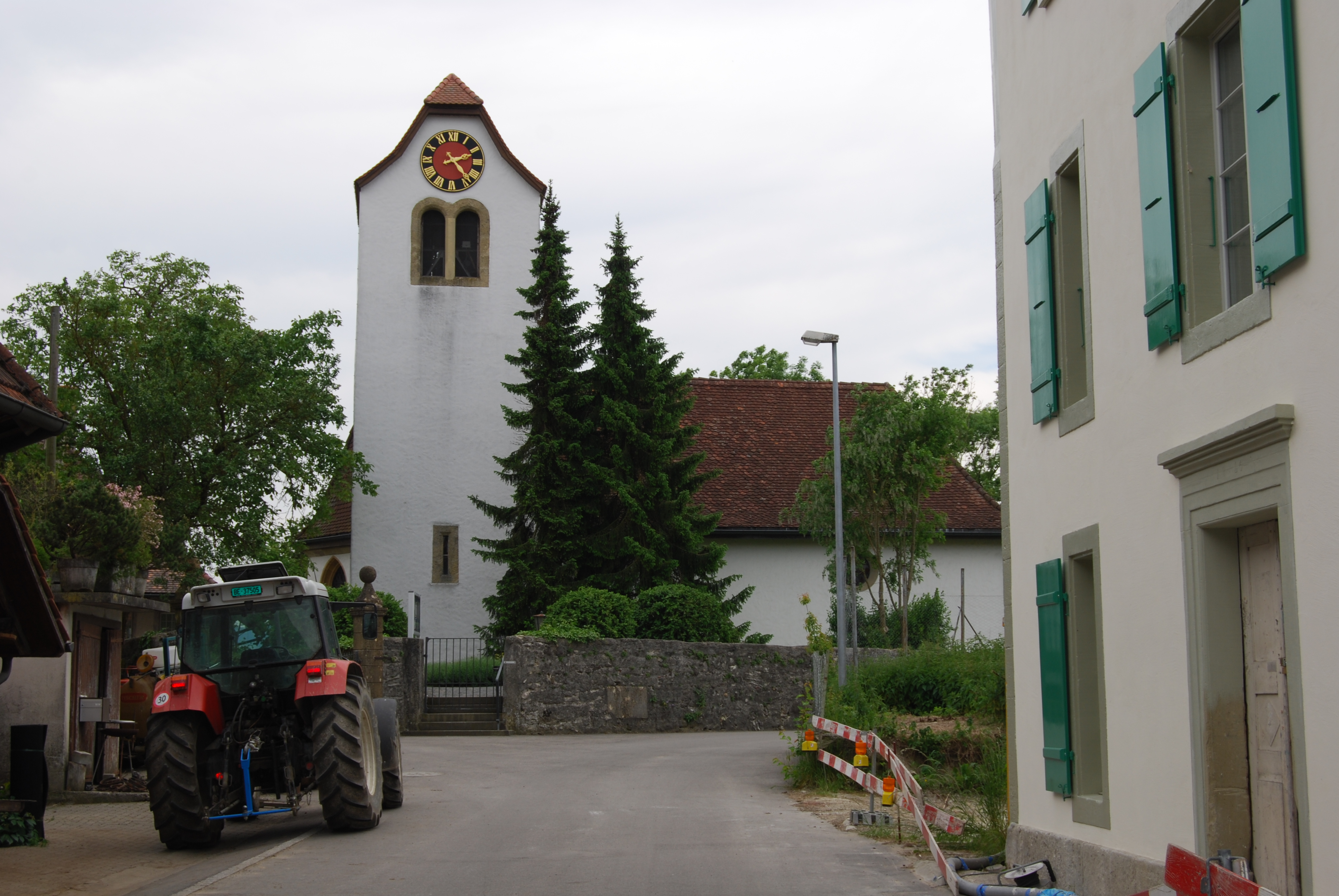
La chiesa riformata

- Chiesa riformata (già dei Santi Andrea, Margherita e Petronilla), eretta nel IX secolo e ricostruita nel XV secolo[1].

## Società

### Evoluzione demografica
L'evoluzione demografica è riportata nella seguente tabella:
Abitanti censiti

## Amministrazione
Ogni famiglia originaria del luogo fa parte del cosiddetto comune patriziale e ha la responsabilità della manutenzione di ogni bene comune.